# Gelber Hornmohn
Der Gelbe Hornmohn (Glaucium flavum) ist eine Pflanzenart aus der Gattung Hornmohn (Glaucium) innerhalb der Familie der Mohngewächse (Papaveraceae). Diese aus dem Mittelmeerraum stammende Pflanzenart ist als eingebürgerter Neophyt an vielen Küsten der Welt zu finden.

## Beschreibung

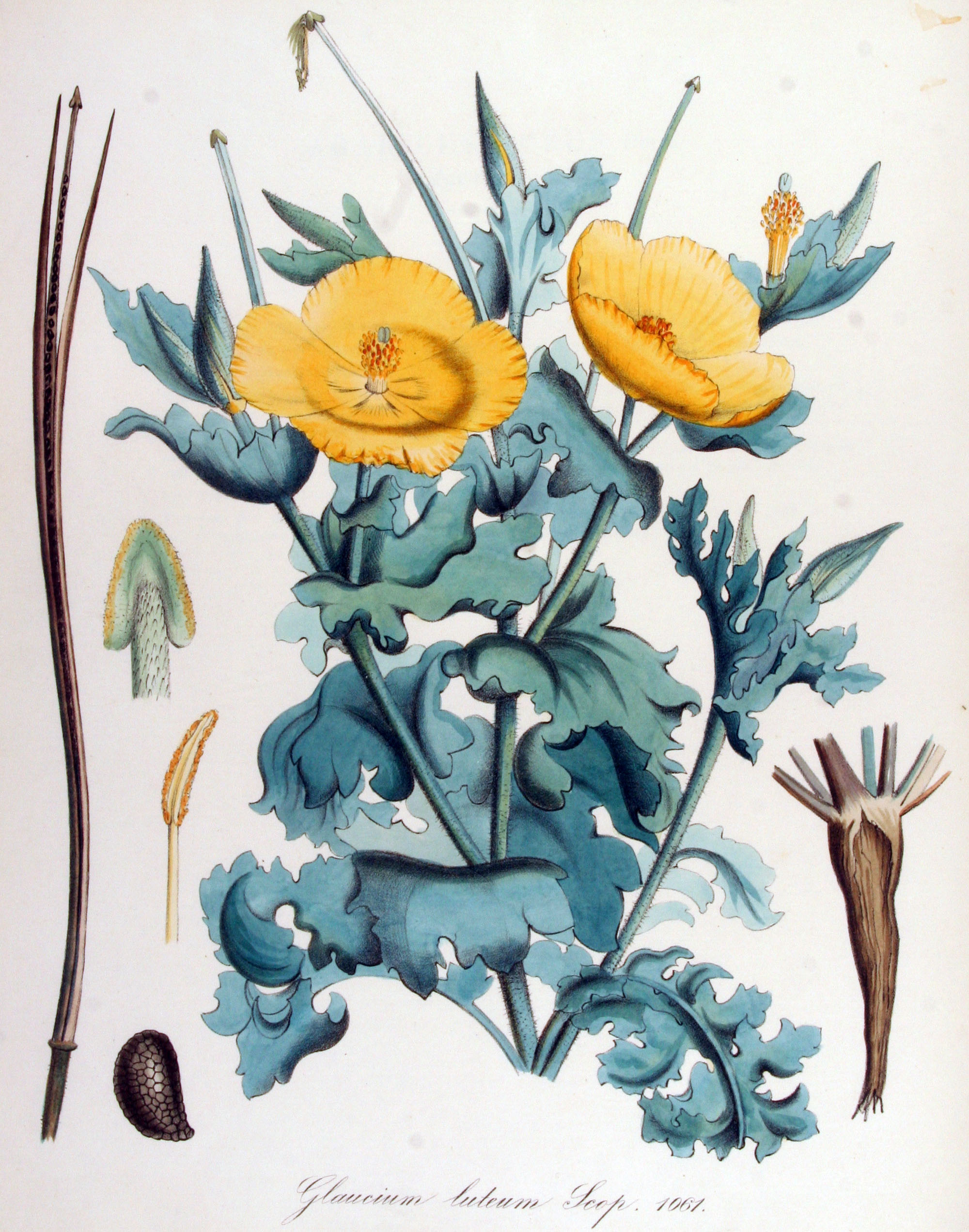
Illustration aus Flora Batava, Volume 14

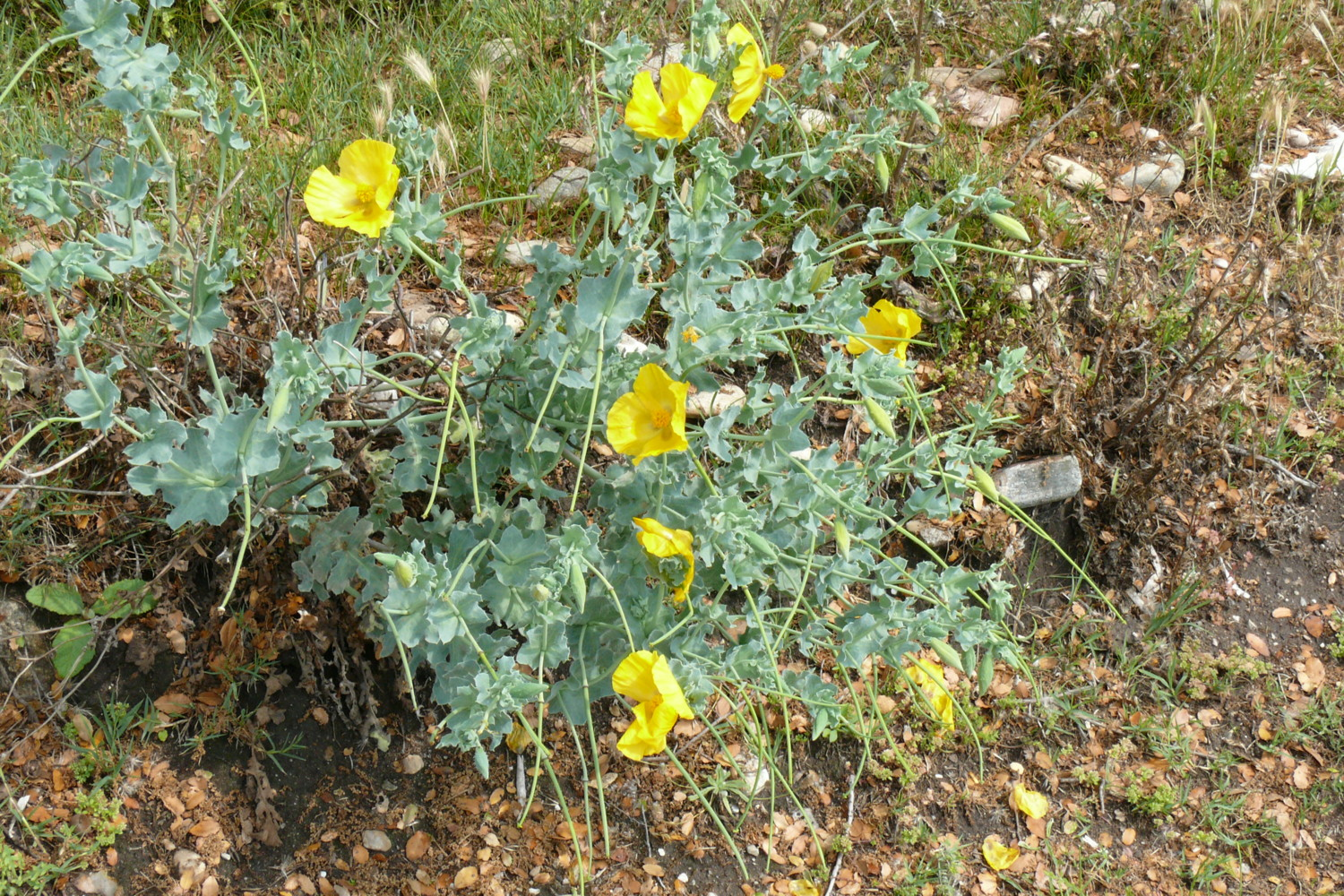
Habitus, Laubblätter und Blüten

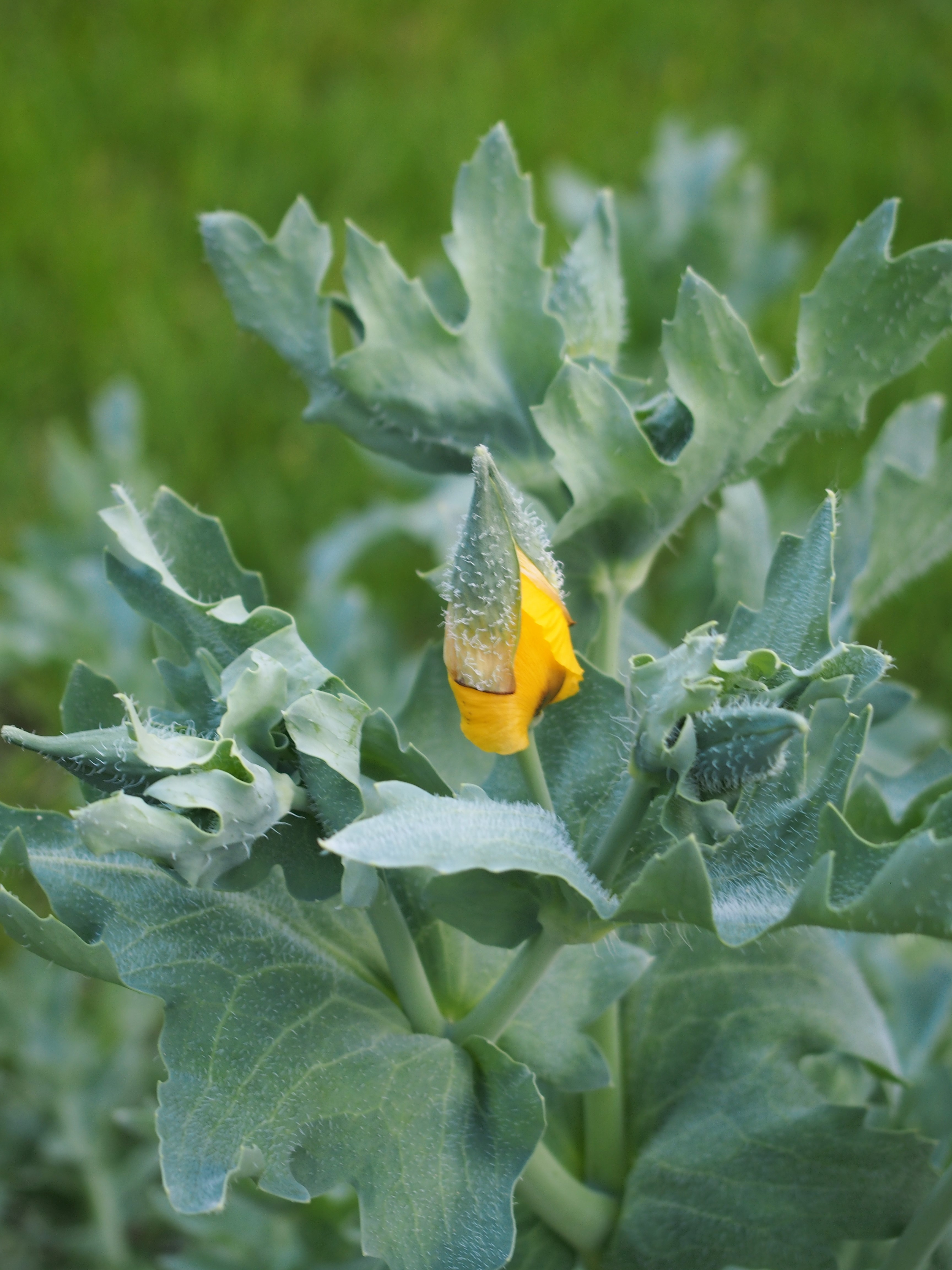
Blütenknospe beim Öffnen mit den zwei Kelchblättern

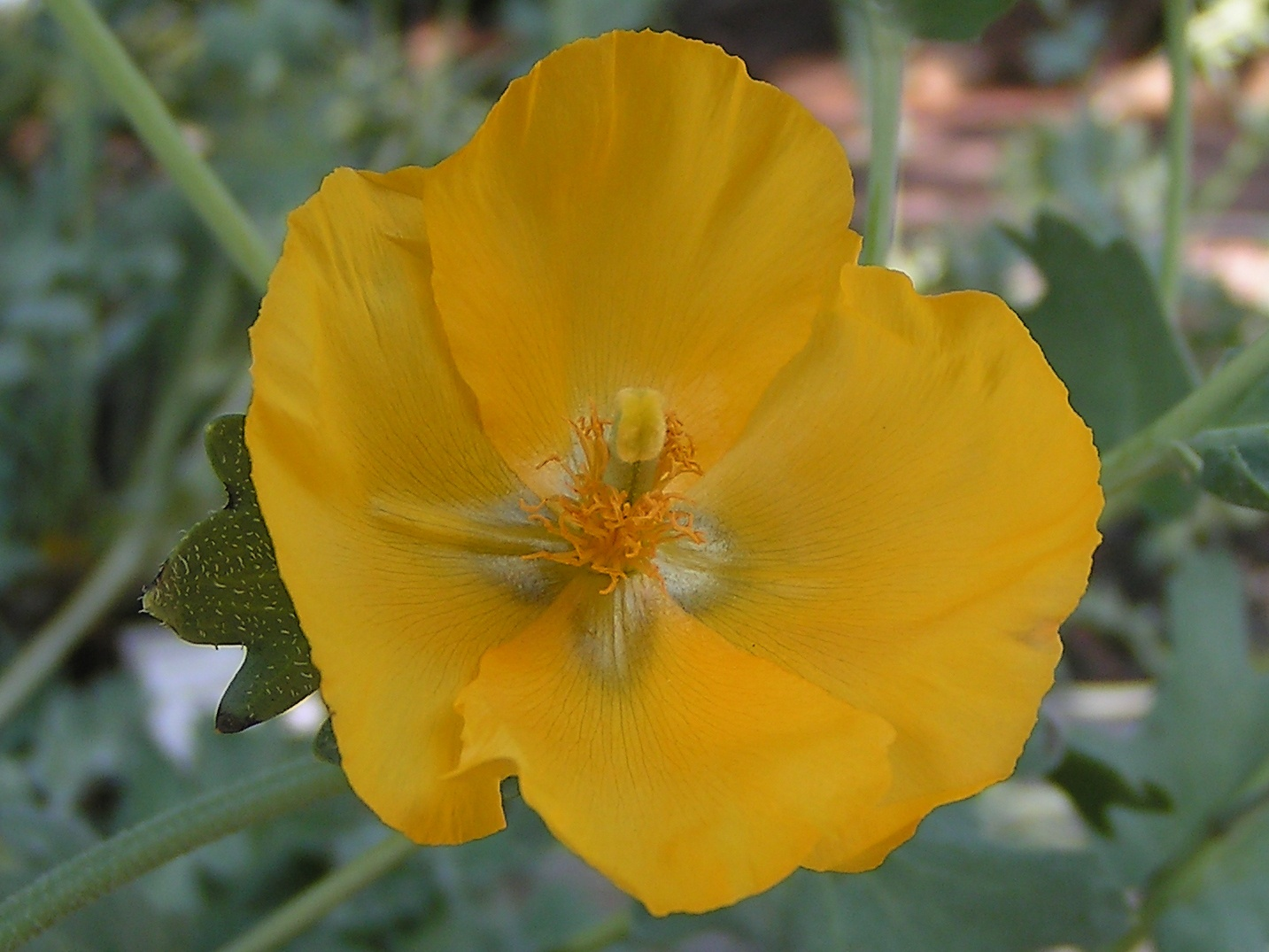
Blüte mit den vier gelben Kronblättern und der zweilappigen Narbe

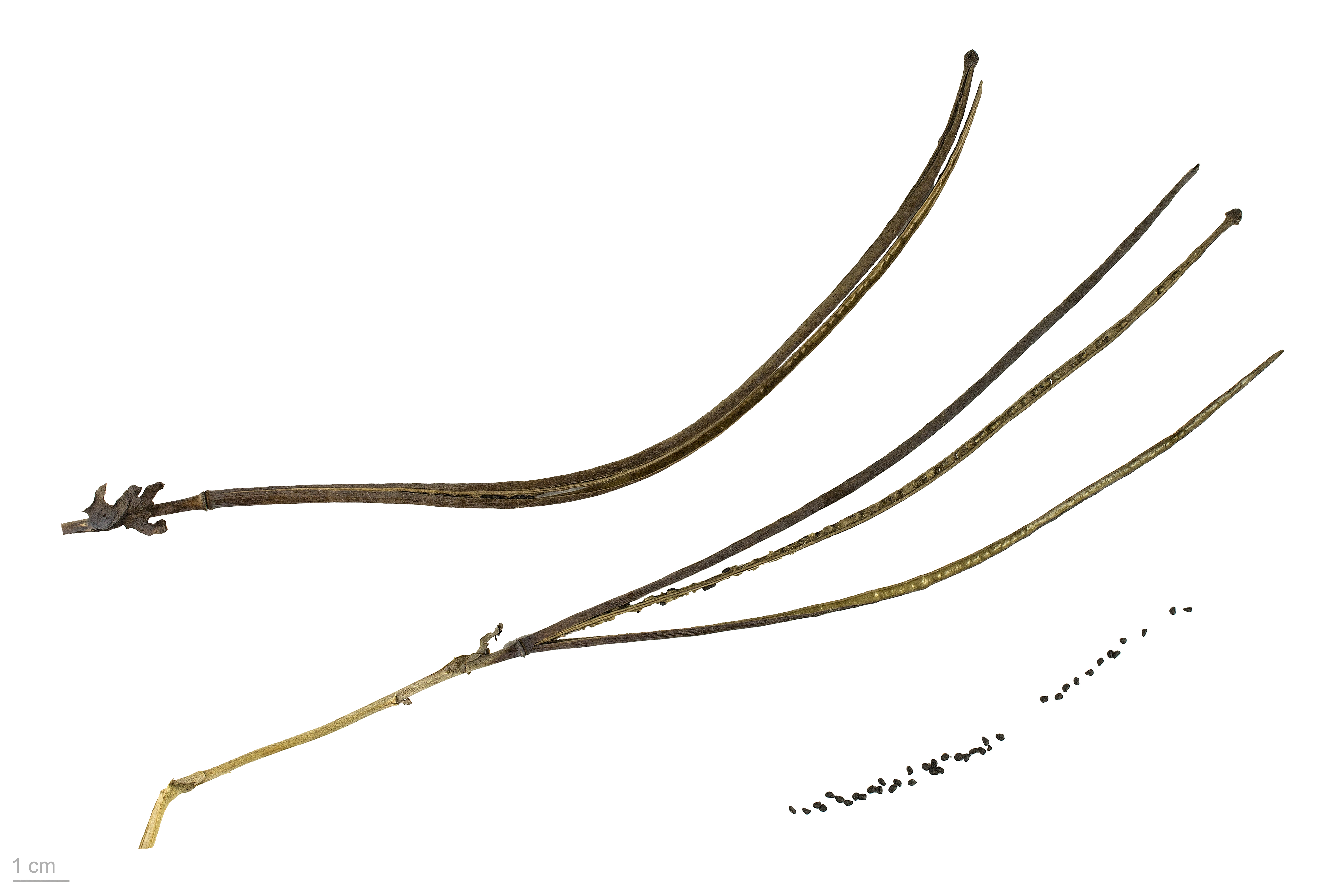
Kapselfrüchte und Samen

### Vegetative Merkmale
Der Gelbe Hornmohn ist eine zweijährige bis ausdauernde krautige Pflanze und erreicht Wuchshöhen von 20 bis 90, manchmal auch 100 Zentimetern. Er hat aufsteigende sich niederliegende, stark verzweigte, kahle oder schwach behaarte Stängel.
Die unteren Laubblätter bilden eine Rosette und sind gestielt, weiter oben sind sie dann sitzend und umfassen am Grund den Stängel. Die kräftig grünen Blattspreiten sind dickfleischig, bis zu 30 Zentimeter lang, fiederspaltig mit gezähnten bis gelappten Abschnitten und graugrün bereift. Sie besitzen bis zu neun Einschnitte, wobei sie gegen das obere Ende weniger tief gelappt sind als am Grund.

### Generative Merkmale
Die Blütezeit reicht von Mai bis August. An den Enden der Stängel steht, über Hochblättern, end- oder blattachselständig jeweils eine Blüte.
Die zwittrigen Blüten sind bei einem Durchmesser von 5 bis 9 Zentimetern radiärsymmetrisch mit doppelter Blütenhülle. Gelegentlich kommen auch drei Kelchblätter und sechs Kronblätter vor. Die meist zwei 2 bis zu 4 Zentimeter langen Kelchblätter sind oft behaart und fallen beim Öffnen der Blüte ab. Die vier zitronen- bis goldgelben Kronblätter weisen oft rötliche bis violette Flecken auf, sind bei einer Länge von 2,5 bis 4 Zentimetern verkehrt-eiförmig und überlappen sich meist nur an ihrer Basis. Die meist vier Kronblätter fallen meist schon zwei Tage nach dem Aufblühen der Blüte wieder ab. Es sind viele Staubblätter mit den gelben Staubfäden und Staubbeuteln vorhanden. Zwei Fruchtblätter sind zu einem oberständigen Fruchtknoten verwachsen. Die zweilappige Narbe steht direkt auf dem Fruchtknoten, es fehlt also ein Griffel.
Die aufrechten, langen, schmalen Kapselfrüchte besitzen zwei Fächern gebildet. Obwohl der Gelbe Hornmohn zur Familie der Mohngewächse zählt, sehen die Kapselfrüchte mehr den Schoten der Kreuzblütler als den Porenkapseln anderer bekannter Mohngewächse ähnlich. Die kahlen, warzigen Kapselfrüchte sind 15 bis 30 Zentimeter lang und meist leicht gebogen. Sind sie im August bis September reif, reißen sie der Länge nach auf und entlassen die Samen. Die Samen sind dunkelbraun.
Die Chromosomenzahl beträgt 2n = 12.

### Verwechslung mit anderen Arten
Zu verwechseln ist Glaucium flavum aufgrund ihrer gelben Blüten mit Meconopsis cambrica und Eschscholzia californica.

## Ökologie
Die Bestäubung erfolgt durch Insekten. Da die Narbe eher empfängnisfähig ist als die Staubbeutel reifen, kommt Selbstbestäubung nur selten vor. Zu ihrer Ausbreitung nützt der Gelbe Hornmohn den Wind (Anemochorie), Ameisen (Myrmekochorie) und Klettausbreitung.

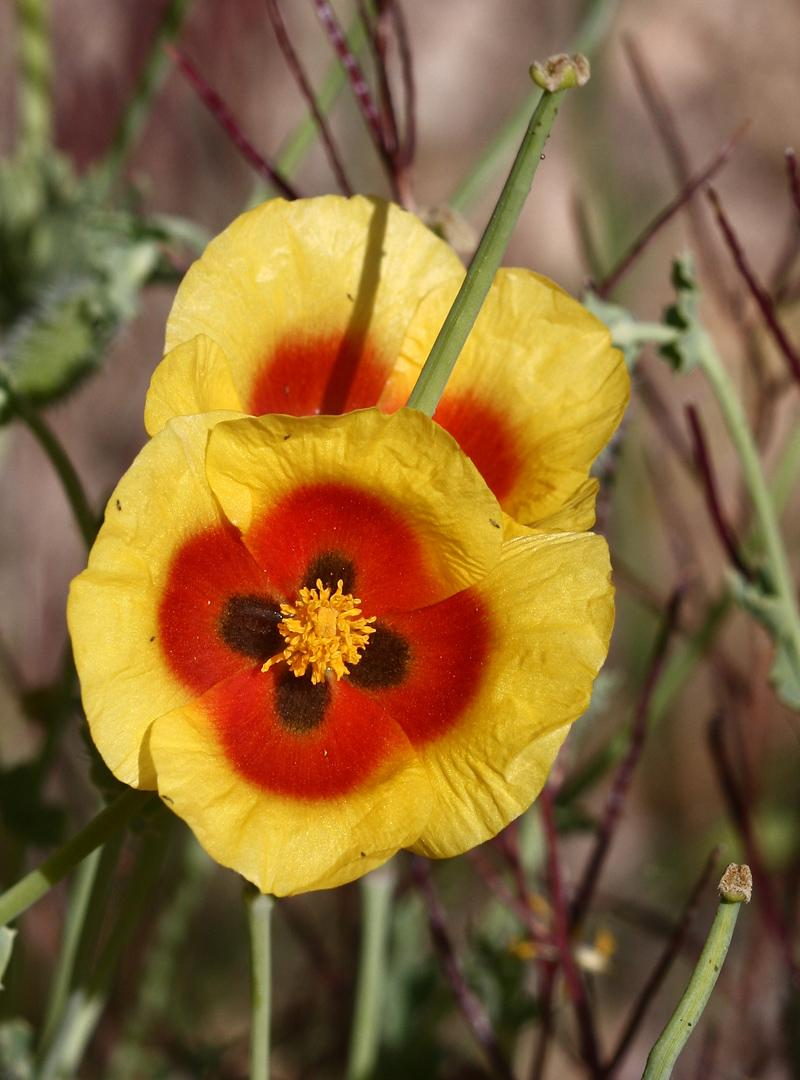
Blüten im Detail von Glaucium flavum var. leiocarpum

## Vorkommen
Der Gelbe Hornmohn wächst an den Spülsäumen der Meere in nährstoffreichen, leicht salzhaltigen Böden. Er kommt an den Küsten des gesamten Mittelmeerraumes, am Schwarzen Meer und entlang der Küsten Westeuropas bis in den Skagerrak vor. Aber auch im Binnenland auf sandigen bis steinigen Böden in Küstennähe sowie an Ruderalstandorten wie Schuttplätzen oder Brachland tritt er auf.
Gelegentlich wird er auch als Zierpflanze verwendet und verwildert dann manchmal. In Deutschland und Österreich ist er in den meisten Gebieten eine unbeständige Art (d. h., sie ist nicht endgültig eingebürgert). In einigen Bundesländern steht er in den Roten Listen als „potenziell gefährdete“ Art. Insgesamt ist der Bestand in etwa konstant und diese Art gilt in Mitteleuropa als ungefährdet.
Geeignete Standorte für den Gelben Hornmohn sind warme sonnige Standorte mit durchlässigen schwach basischen, stickstoffreichen Böden in Höhenlagen unter 700 Metern. Er erträgt gering salzige Böden mit einem Chloridgehalt kleiner 0,3 %. In der ausdauernden Form überwintert der Gelbe Hohnmohn grün. Er kann dabei Temperaturen von maximal −10 °C überdauern.
Die ökologischen Zeigerwerte nach Landolt et al. 2010 sind in der Schweiz: Feuchtezahl F = 2 (mäßig trocken), Lichtzahl L = 4 (hell), Reaktionszahl R = 3 (schwach sauer bis neutral), Temperaturzahl T = 4+ (warm-kollin), Nährstoffzahl N = 4 (nährstoffreich), Kontinentalitätszahl K = 2 (subozeanisch), Salztoleranz 1 = tolerant.

## Systematik
Die Erstveröffentlichung erfolgte 1753 unter dem Namen Chelidonium glaucium durch Carl von Linné in Species Plantarum, Tomus I, S. 506. Heinrich Johann Nepomuk von Crantz stellte 1763 diese Art mit dem nomen novum Glaucium flavum Crantz in Stirpium Austriacarum Fasciculus 2, S. 133 in die Gattung Glaucium. Weitere Synonyme für Glaucium flavum Crantz sind: Glaucium glaucium (L.) H.Karst. nom. inval., Glaucium luteum Scop.
Der wissenschaftliche Name Glaucium flavum bezieht sich auf lateinische Wort glaucus für „blaugrün“ für Farbe der vegetativen Pflanzenteile und das Artepitheton auf das lateinische Wort flavus für „gelb“ für die Farbe der Blütenkronblätter.
Die Varietät Glaucium flavum var. leiocarpum (Boiss.) Kuntze ist in Zypern, im Iran und Irak, im Libanon, in Syrien, in der Türkei und in Turkmenistan verbreitet. Sie wird von manchen Autoren als eigene Art angesehen.

## Inhaltsstoffe
Vor allem der gelbliche Milchsaft des Gelben Hornmohns enthält giftige Isochinolin-Alkaloide. Typische Vertreter hierfür sind Magnoflorin, das in den oberirdischen Pflanzenteilen vorhandene Glaucin und das in den unterirdischen Pflanzenteilen vorhandene Chelerythrin.

## Verwendung
Die unterirdischen Pflanzenteile des Gelben Hornmohns wurden im antiken Griechenland abgekocht und der Sud als Heilmittel gegen Ruhr verwendet.
Aus den Samen kann ein klares gelbes Speiseöl hergestellt werden. Dieses ist wegen der sauberen Verbrennung auch als alternativer Lampenbrennstoff nutzbar. Das Öl ist zur Seifenherstellung geeignet.
Der Gelbe Hornmohn wird gelegentlich als Zierpflanze in Parks und Gärten verwendet.